# Cavedine
 (août 2024).
Si vous disposez d'ouvrages ou d'articles de référence ou si vous connaissez des sites web de qualité traitant du thème abordé ici, merci de compléter l'article en donnant les références utiles à sa vérifiabilité et en les liant à la section « Notes et références ».
Cavedine est une commune italienne d'environ 3 000 habitants située dans la province autonome de Trente dans la région du Trentin-Haut-Adige dans le nord-est de l'Italie.

## Administration
| Période                                  | Période  | Identité       | Étiquette | Qualité |
| ---------------------------------------- | -------- | -------------- | --------- | ------- |
| 9 mai 2005                               | En cours | Giuliano Lever |           |         |
| Les données manquantes sont à compléter. |          |                |           |         |

### Hameaux
Brusino, Cavedine, Stravino, Vigo Cavedine, Lago di Cavedine

### Communes limitrophes
Les communes limitrophes sont  Cimone, Drena, Dro, Madruzzo, Trente et villa Lagarina.

## Jumelages
- Eggolsheim (Allemagne) depuis 1979[2]